# Кандалакша
Кандалакша (рус. Кандалакша; крл. Kandalakši, Kannanlakši, Kandalahti; фин. Kantalahti) град је на крајњем северозападу европског дела Руске Федерације. Варошица се налази на крајњем југу Мурманске области и административно припада њеном Кандалашком рејону чији је уједно и административни центар.
Једно је од најстаријих градских насеља на тлу Мурманске области, а званичан статус града има од 1938. године. Према проценама националне статистичке службе Русије за 2016. у граду је живело 32.592 становника.
Град се налази унутар арктичког круга.

## Географија
Град Кандалакша налази се у јужном делу Мурманске области, на око 200 километара јужније од административног центра области Мурманска. Лежи на северозападној обали Кандалакшког залива Белог мора, на естуарском ушћу рече Ниве. Кандалакша је од Москве удаљена 1.299 километара, односно 811 километара од Санкт Петербурга.
Због удаљености од обала Баренцовог мора на северу, а самим тим и утицаја топле голфске струје која тече његовим обалама, у односу на Мурманск Кандалакша има знатно оштрију и континенталнију климу која представља прелаз од умерене ка субарктичкој клими. Лета су ту кратка и прохладна, а зиме дуге и оштре, али са нешто мање снежних падавина у односу на севернија подручја. Због велике географске ширине 41 дан у години је означен као поларни дан (од 1−2. јуна до 11−12. јула), док најкраћи дан 22. децембра траје свега 1 сат и 13 минута (не јављају се поларне ноћи). Просечна годишња вредност температуре ваздуха је око 0,4 °C, најхладнији месец је јануар са просечним температурама од -12,2 °C (апсолутни минимум -43,5° С), док је најтоплији месец јул са температурама од просечних 14,6 °C (апослутни максимум 31,6 °C). Влажност ваздуха је висока и износи у просеку око 80%, просечне брзине ветра имају вредности око 2,6 м/с. Годишња сума падавина је 543 мм.
Острва у заливу и део обале насупрот града припадају заштићеном Кандалашком резервату биосфере и позната су по бројним колонијама морских птица.

## Историја
Иако се насељено место Кандалакша (тада село) у писаним изворима први пут помиње 1517. године, историчари се слажу да је само насеље основано знатно раније, вероватно током XI века (по некима чак и током IX века). Током XIII века насеље је заједно са целим јужним делом Кољског полуострва постало саставним делом Новгородске Републике и у њеним границама остало све до 1478. године када примат на том подручју преузима Велика московска кнежевина. Године 1526. десној обали Ниве је саграђена црква посвећена светом Јовану Крститељу, православни храм у ком су потом православље примили староседелачки Лапонци који су живели на том подручју. Нешто касније, 1548. године, уз цркву се развио Кандалашки мушки манастир (манастир је затворен 1792. године). Цар Иван Грозни је 1554. манастиру на управу доделио значајне територије у околини Кандалакше.
У ноћи 23. маја 1589. шведска војска је напала Кандалакшу и готово у потпуности је уништили. манастир и околна сеоска имања су опљачкана и спаљена. Иако је Кандалакшки манастир убрзо обновљен, већ 1591. поново је уништен у нападима шведских и финских војски.
Од 1796. Кандалакша и околина улази у састав Архангељске губерније Руске Империје. Током Кримског рата енглеска војска је напала Кандалакшу 6. јуна 1855, али је тај напад успешно одбијен.
До интензивнијег развоја града долази након градње луке 1915, односно након што је 1918. кроз насеље прошао друм који је повезивао Мурманск са Москвом. У време рата овде је пет месеци боравио југословенски добровољачки батаљон.
Године 1927. формиран је Кандалашки општински рејон са Кандалакшом као њеним административним седиштем. Две године касније почела је градња хидроелектране „Нива 2”, прве хидроелектране на подручју Кољског полуострва. Две године касније, 1. јуна 1932. дотадашње село Кандалакша административно је преобразовано у урбано насеље у рангу варошице, а већ у априлу 1938. добија званичан статус града.
Почетком Другог светског рата, у јулу 1941. године град је био једна од главних мета напада удружених немако-финских трупа чији циљ је било пресецање стратешки важне Мурманске железнице. Због херојског отпора непријатељу током Другог светског рата, град Кандалакша и његови житељи одликовани су 1984. године Орденом Отаџбинског рата.
Године 1995. неколико километара јужније од града саграђена је и у промет пуштена потпуно нова нафтна лука Витино. Нови градски грб и застава усвојени су 2008. године.

## Демографија
Према подацима са пописа становништва 2010. у граду је живело 35.654 становника, док је према проценама националне статистичке службе за 2016. град имао 32.592 становника.
| 1926. | 1939.  | 1959.  | 1970.  | 1979.  | 1989.  | 2002.  | 2010.  | 2016.  |
| ----- | ------ | ------ | ------ | ------ | ------ | ------ | ------ | ------ |
| 4.195 | 22.172 | 38.222 | 42.656 | 45.430 | 54.080 | 40.564 | 35.654 | 32.592 |

По броју становника Кандалакша се 2016. налазила на 479. месту међу 1.112 градова у Русији (у обзир су узети и градови у Републици Крим).

## Међународна сарадња
Град Кандалакша има потписане уговоре о сарадњи са следећим градовима:
- Кемијерви (Финска)
- Питео (Шведска)